# Дивенський
Дивенський (рос. Дивенский) — селище у Гатчинському районі Ленінградської області Російської Федерації.
Населення становить 818 осіб. Належить до муніципального утворення Рождественське сільське поселення.

## Географія
Населений пункт розташований на південній околиці міста Санкт-Петербурга.

## Історія
Згідно із законом від 16 грудня 2004 року № 113—оз належить до муніципального утворення Рождественське сільське поселення.

## Населення
| 2007 | 2010 | 2011 | 2017 |
| ---- | ---- | ---- | ---- |
| 958  | ↘833 | ↘819 | ↘818 |